# Hylomyscus mpungamachagorum
Hylomyscus mpungamachagorum — вид ссавців-гризунів родини мишевих (Muridae). Це ендемік Національного парку гір Махале (Танзанія), де він мешкає на висотах від 1180 до 2400 м над рівнем моря. Їхнє природне середовище проживання — це ліси міомбо, гірські луки та гірські ліси. Має довжину від голови до крупу 98 мм, хвіст на 41 % довший за тулуб і вагу 22 г (середні значення). Він був названий на честь природоохоронців Ноа Е. Мпунга та Софі Дж. Мачаги.